# Bosanski Aleksandrovac
Bosanski Aleksandrovac (odnosno Aleksandrovac) je naseljeno mjesto u sastavu Grada Laktaši, Republika Srpska, Bosna i Hercegovina. Mjesto je udaljeno 23 kilometra od Banja Luke.

## Povijest
Dana 5. studenog 1941. donesena je Zakonska odredbi o promjeni imena mjesta Aleksandrovac u Adolfstal te o osnivanju istoimene upravne općine.
Na području Bosanskog Aleksandrovca do Drugog svjetskog rata živjelo je oko 1000 Hrvata katolika. Neposredno prije rata u Bosni i Hercegovini, 1991. godine, u mjestu je živjelo je 45 Hrvata, no Hrvati su za vrijeme rata prognani. U Bosanskom Aleksandrovcu danas postoji župa i samostan Sv. Ivana Krstitelja, iako župa ima svega desetak župljana.
U ratu 1992. od 1995. ekstremni su Srbi crkvu oštetili, a potom je otuđena, tako da se nekoliko godina tu nije moglo održavati bogoslužje. Iz samostana su 1995. protjerane sve preostale sestre u Hrvatsku pa su ga nastanile srpske izbjeglice. Godine 1998. crkva je vraćena, a 2000. vraćen je i samostan. U njemu je otvoren centar Marijanovac za liječenje ovisnika o drogama koji od 2001. vode sestre iste družbe. Potražnja je velika pa su kapaciteti kuće stalno zauzeti, a samostan prima korisnike svih nacionalnosti i vjera kao novi vid vrlo korisnog apostolata u 21. stoljeću.
Župom sada upravlja dijecezanski svećenik. Župi pripadaju naselja: Bosanski Aleksandrovac, Kobatovci, Maglajani i Romanovci.
Od važnijih hrvatskih kulturnih udruga i ustanova na području današnje župe Bosanski Aleksandrovac tijekom 1924. i 1925. djelovalo je povjerenstvo Hrvatskoga kulturnog društva Napredak.

## Stanovništvo
| Bosanski Aleksandrovac |              |
| godina popisa          | 1991.        |
| Srbi                   | 570 (84,19%) |
| Hrvati                 | 45 (6,64%)   |
| Muslimani              | 1 (0,14%)    |
| Jugoslaveni            | 46 (6,79%)   |
| ostali i nepoznato     | 15 (2,21%)   |
| ukupno                 | 677          |

Bosanski Aleksandrovac kao samostalno naseljeno mjesto postoji od popisa 1991. godine.

### Članci
- Samardžija, Marko. 2003. Promjene imena hrvatskih naseljenih mjesta od mjeseca travnja do kraja godine 1941. Folia onomastica Croatica. Filozofski fakultet Sveučilišta u Zagrebu. Zagreb.  (12/13): 425–432

## Vanjske poveznice
- Knjiga: "Nacionalni sastav stanovništva - Rezultati za Republiku po opštinama i naseljenim mjestima 1991.", statistički bilten br. 234, Izdanje Državnog zavoda za statistiku Republike Bosne i Hercegovine, Sarajevo.
- internet - izvor, "Popis po mjesnim zajednicama" - http://www.fzs.ba/wp-content/uploads/2016/06/nacion-po-mjesnim.pdf